# Hum, Istria
Hum (în italiană Colmo; în germană Cholm) este o așezare a orașului Buzet / Pinguente , în partea centrală a Istriei în nord-vestul Croației la 7 km de Roč.  Cota este de 349 m. Are o populație de 30 de locuitori, conform recensământului din 2011.

## Istoria
Hum este considerat cel mai mic oraș din lume, dar acest fapt nu are nici o bază (nu este nici măcar un oraș).  Pe partea vestică, orașul este închis de pereți, iar pe celelalte fețe sunt construite case în pereții defensivi. A fost menționat pentru prima oară în documentele datând din 1102, moment în care a fost numit Cholm, derivat din numele italian Colmo.  Un clopot și un turn de veghe a fost construit în 1552, ca parte a apărării orașului lângă loggia orașului.
Biserica parohială a Adormirii Maicii Domnului cu fațada sa clasică a fost construită în 1802 pe locul unei biserici anterioare, construită de maestrul local Juraj Gržinić. 
În biserică, păstrate în perioada formării glagoliticului (a doua jumătate a secolului al XII-lea), sunt păstrate "scrierile zidului Glagolitic al Humului" și sunt unul dintre cele mai vechi exemple de cultură literară glagolitică croată în Evul Mediu.  Muzeul orașului prezintă câteva scrieri glagolitice.

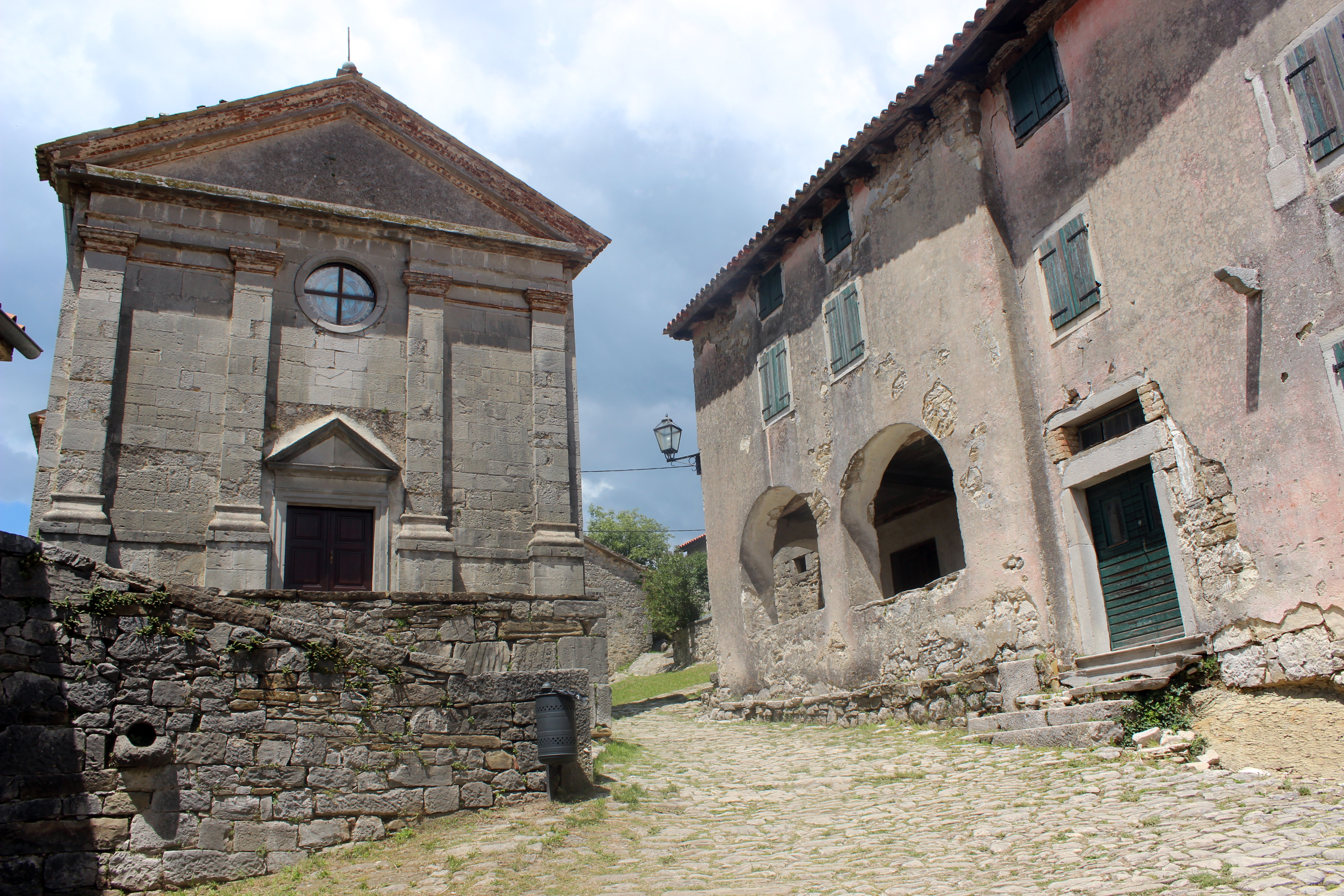
Biserica parohială a Adormirii Maicii Domnului
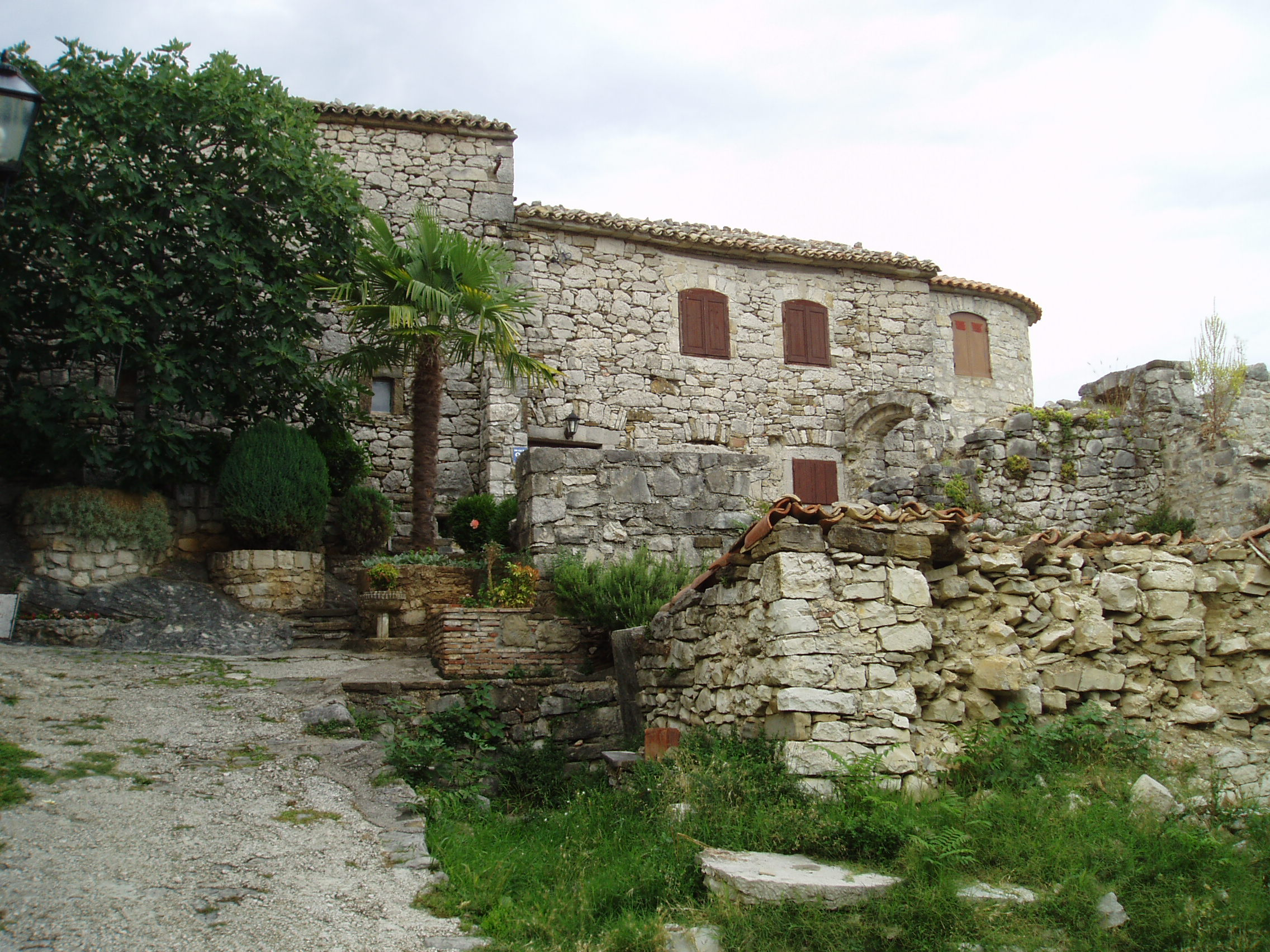
Case în Hum
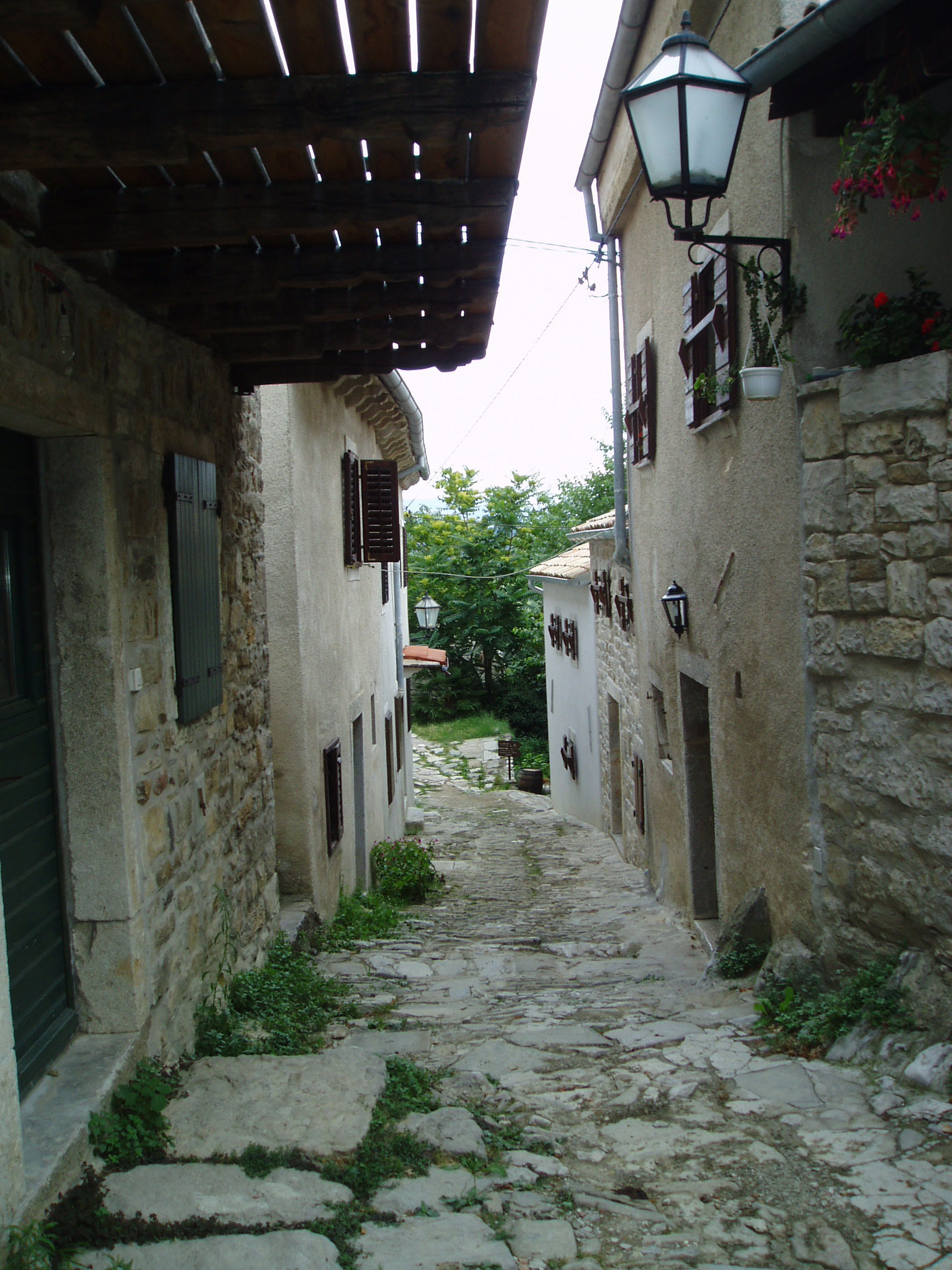
O stradă din Hum
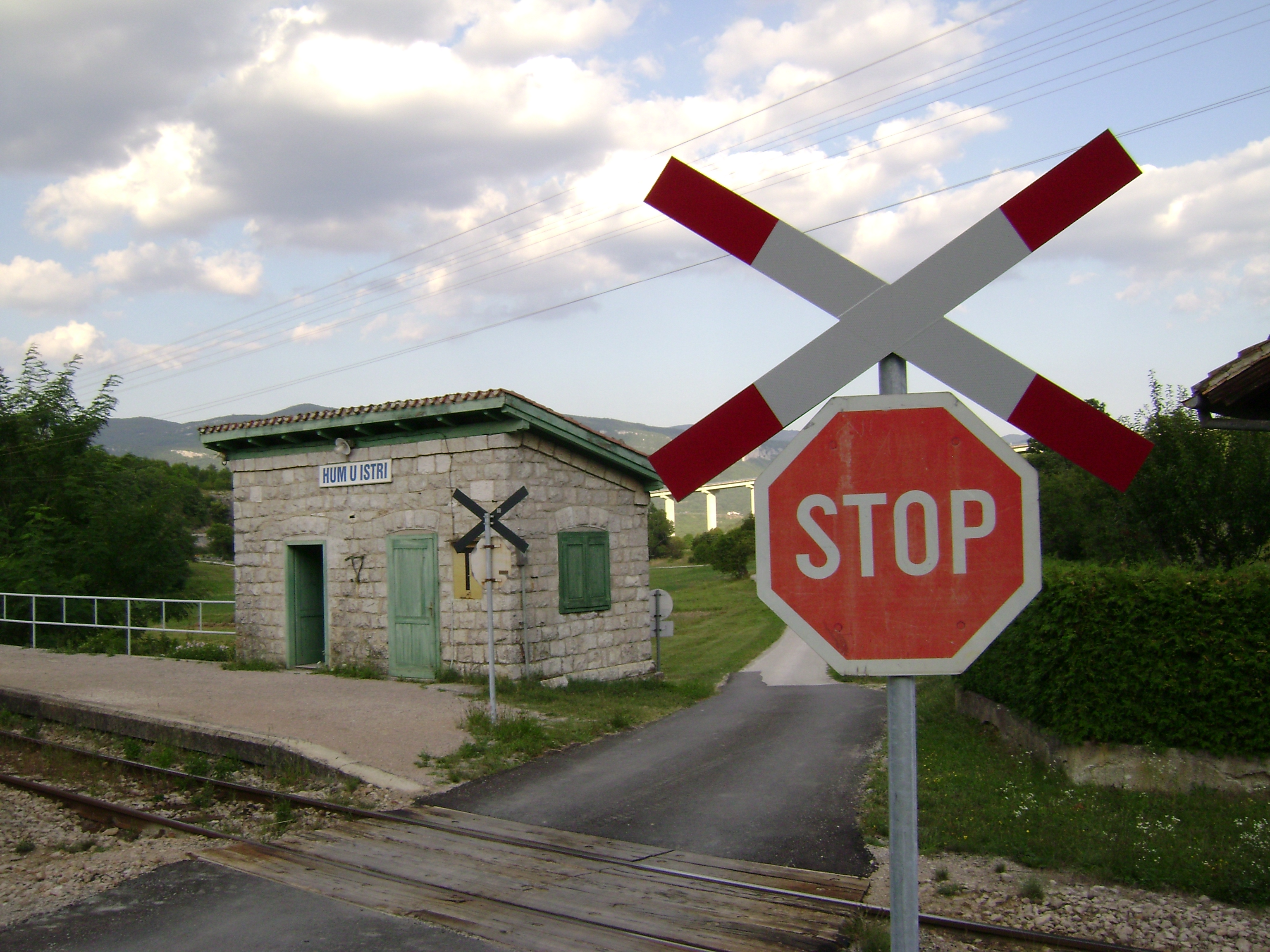
Gara din Hum
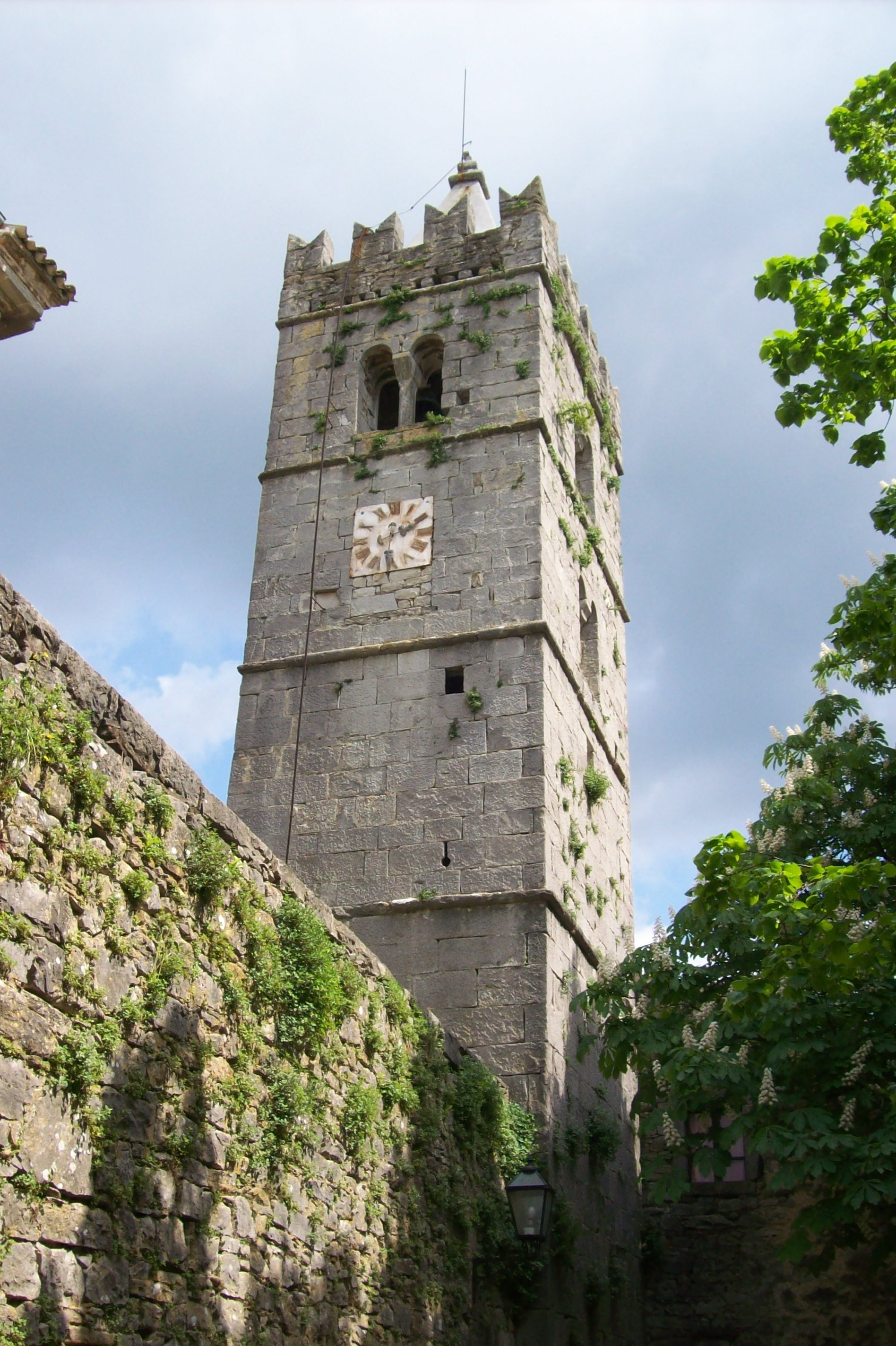
Turnul cu clopot